# Марко Фу
Ма́рко Фу (англ. Marco Fu, (справжнє ім'я 傅家俊), кант. Фу Кучон) (нар. 8 січня 1978) — професійний гравець у снукер з Гонконга, найуспішніший снукерист своєї країни.

## Кар'єра
Народився Гонконгу, закінчив школу навчання снукеру в Ванкувері. Марко став професіоналом у 1998. У дебютному сезоні він, будучи 377-м у рейтингу, вийшов у фінал Гран-прі, але там програв Стівен Лі Стівену Лі з рахунком 2:9. У 2000 ріку Марко зробив максимальний брейк у матчі проти Кена Догерті, а через три роки переміг у фіналі Прем'єр-ліги Марка Вільямса з рахунком 9:5.
У 2006 Марко мав можливість потрапити у фінал Чемпіонат світу, але не зумів вирвати перемогу в матчі з Пітером Ебдоном і поступився у вирішальній партії.
У Снукерний сезон 2007/2008 гравець із Гонконгу виграв свій перший рейтинговий турнір — Гран-прі. У фіналі він переміг Ронні О'Саллівана з рахунком 9:6. На чемпіонат світу з снукера 2008 чемпіона світу 2008 він у 1/16 фіналу програв китайцю Діну Цзюньхуею з рахунком 9:10. Фу мав можливість стати переможцем і іншого вкрай важливого турніру — Чемпіонат Великої Британії — у 2008 року, але у фіналі поступився Шону Мерфі, 9:10.
Найпомітнішим досягненням Фу в сезоні 2009/10 стала перемога на турнірі Championship League, де у фіналі він обіграв Марка Аллена з рахунком 3:2, спочатку поступаючись 0:2. Це дало йому право виступити в Прем'єр-лізі 2010; там він зупинився в півфіналі і розділив джекпот за вищий брейк турніру (£ 26 700) з Пітером Ебдоном: обидва зробили брейк в 144 очка. Усього ж його призові на турнірі склали £36 450.
У 2010 році Фу став десятим гравцем, який досяг позначки 200 сенчурі-брейків за кар'єру. У 2011 він вперше за свою кар'єру вийшов у фінал Мастерс, але програв Діну Цзюньхуею.
Марко Фу досягав 8-го місця в офіційному світовому рейтингу снукеристів і входить до числа найуспішніших снукеристів зі Сходу.
Після 2015 року його кар'єра пішла на спад через погіршення зору. У 2017 році йому зробили операцію на сітківці ока, але після поразки 0:6 від Ронні О'Саллівана в 1/16 Мастерс-2018, Марко вибачився перед уболівальниками, що занадто рано повернувся в снукер після відновлювального періоду після операції.
У лютому 2020 року Фу повернувся до Гонконгу через пандемію COVID-19 і більше не брав участі в жодних змаганнях Мейн-тур, внаслідок чого його рейтинг впав на останній рядок. Проте, за заслуги перед снукером, керівництво WPBSA щороку надає Марко Вайлд-кард і номінально він знаходиться офіційному рейтингу Мейн-туру.
У березні 2022 року повернувся до Мейн-тур для участі в кваліфікації до Чемпіонат світу з снукера 2022, але в першому ж кваліфікаційному раунді програв Іану Бернсу (5:6)

## Досягнення у кар'єрі
- Гран-прі фіналіст — 1998
- Прем'єр-ліга переможець — 2003
- Чемпіонат світу півфіналіст — 2006
- Гран-прі переможець — 2007
- Чемпіонат Великої Британії фіналіст — 2008
- Championship League чемпіон — 2010
- Мастерс фіналіст — 2011
- Відкритий чемпіонат Австралії чемпіон — 2013
- Gibraltar Open переможець — 2015
- Чемпіонат світу півфіналіст — 2006, 2016
- Відкритий чемпіонат Шотландії переможець — 2016

## Місця у світовому табелі про ранги
| Сезон                    | Місце |
| ------------------------ | ----- |
| 1998/99                  | Дебют |
| 1999/00                  | 35    |
| 2000/01                  | 15    |
| 2001/02                  | 17    |
| 2002/03                  | 27    |
| 2003/04                  | 19    |
| 2004/05                  | 16    |
| 2005/06                  | 25    |
| 2006/07                  | 22    |
| 2007/08                  | 27    |
| 2008/09                  | 14    |
| 2009/10                  | 8     |
| 2010/11                  | 14    |
| 2010/11. 1-й перерахунок | 16    |
| 2010/11. 2-й перерахунок | 18    |
| 2010/11. 3-й перерахунок | 16    |
| 2011/12                  | 23    |
| 2011/12. 1-й перерахунок | 29    |
| 2011/12. 2-й перерахунок | 24    |
| 2011/12. 3-й перерахунок | 21    |

## Серійність
| Season    | Centuries | CP | Frames/Centuries | FP | Highest Break | Frames/70's (70/F*100 %) | Frames/50's (50/F*100 %) | Rank |
| --------- | --------- | -- | ---------------- | -- | ------------- | ------------------------ | ------------------------ | ---- |
| 1998-1999 | 13        | 8  | 25,38            | 11 | 141           |                          |                          | E    |
| 1999-2000 | 23        | 6  | 17,39            | 5  | 143           |                          |                          | D-   |
| 2000-2001 | 9         | 17 | 19,44            | 6  | 147           | 6,48 (15,4 %)            | 3,57 (28 %)              | D    |
| 2001-2002 | 5         | 34 | 31               | 28 | 132           | 11,07 (9 %)              | 3,88 (25,8 %)            | F    |
| 2002-2003 | 20        | 5  | 14,35            | 5  | 139           | 7,36 (13,6 %)            | 3,63 (27,5 %)            | D-   |
| 2003-2004 | 11        | 14 | 18,82            | 13 | 140           | 6,47 (15,5 %)            | 2,96 (33,8 %)            | D+   |
| 2004-2005 | 7         | 22 | 22,71            | 20 | 133           | 8,83 (11,3 %)            | 3,79 (26,4 %)            | F    |
| 2005-2006 | 10        | 12 | 17,7             | 9  | 135           | 9,32 (10,7 %)            | 4,12 (24,3 %)            | E    |
| 2006-2007 | 8         | 25 | 18               | 17 | 142           | 8 (12,5 %)               | 3,89 (25,7 %)            | D-   |
| 2007-2008 | 30        | 2  | 9,83             | 2  | 139           | 4,4 (22,7 %)             | 2,95 (33,9 %)            | B    |
| 2008-2009 | 18        | 9  | 11,17            | 3  | 142           | 4,79 (20,9 %)            | 2,87 (34,8 %)            | B    |
| 2009-2010 | 17        | 8  | 15,18            | 10 | 144           | 5,06 (19,8 %)            | 3,23 (31 %)              | C    |
| 2010-2011 | 31        | 9  | 15,71            | 12 | 138           | 5,53 (18,1 %)            | 3,04 (32,9 %)            | D+   |
| 2011-2012 | 18        | 24 | 14,11            | 8  | 147           | 6,35 (15,7 %)            | 3,06 (32,7 %)            | C    |
| 2012-2013 | 46        | 3  | 11,61            | 4  | 142           | 5,45 (18,3 %)            | 2,87 (34,8 %)            | B-   |
| 2013-2014 | 47        | 6  | 12,02            | 5  | 138           | 4,28 (23,4 %)            | 2,59 (38,6 %)            | B+   |
| 2014-2015 | 34        | 6  | 13,88            | 6  | 147           | 5,83 (17,2 %)            | 2,97 (33,7 %)            | C    |
| 2015-2016 | 41        | 2  | 10,02            | 3  | 147           | 4,24 (23,6 %)            | 2,4 (41,7 %)             | A+   |
| 2016-2017 | 44        | 6  | 9,84             | 3  | 143           | 4,12 (24,3 %)            | 2,42 (41,3 %)            | A+   |
| 2017-2018 | 19        | 24 | 9,63             | 4  | 136           | 4,26 (23,5 %)            | 2,51 (39,8 %)            | A    |
| 2018-2019 | 21        | 25 | 10,76            | 9  | 144           | 3,9 (25,6 %)             | 2,51 (39,8 %)            | A    |

| Позначення** |
| Менш ніж 35 % туру показує подібний рівень серійності або вище (F/70's = 5,51 — 7 \|\| F/50's = 2,91 — 3,3).    |
| Менш ніж 20 % туру показує подібний рівень серійності або вище (F/70's = 4,71 — 5,5 \|\| F/50's = 2,61 — 2,9).  |
| Менш ніж 10 % туру показує подібний рівень серійності або вище (F/70's = 4 — 4,7 \|\| F/50's = 2,36 — 2,6).     |
| Менш ніж 5 % туру показує подібний рівень серійності або вище (F/70's = 3,71 — 3,99 \|\| F/50's = 2,21 — 2,35). |

Centuries — кількість сотових серій за сезон.
CP — місце за кількістю сотенних серій щодо інших гравців.
Frames/Centuries — кількість фреймів, витрачених виконання однієї сотенної серії.
FP — місце за кількістю фреймів, витрачених виконання однієї сотенної серії, щодо інших гравців.
Highest Break — найвищий брейк.
Frames/70's (70/F*100 %) — кількість фреймів, витрачених виконання одного брейка в 70 і більше очок, і навіть відсоток фреймів, проведених із такою серією.
Frames/50's (50/F*100 %) — кількість фреймів, витрачених виконання одного брейка в 50 і більше очок, і навіть відсоток фреймів, проведених із такою серією.
Rank — загальний рівень серійності виходячи з всіх показників (F, E , D, C — висока, B — дуже висока, A — видатна, U, S).
* При підрахунку місця враховуються лише ті гравці, які зіграли за сезон 100 фреймів та більше.
** Усі порівняння зроблено щодо рівня гри в снукер 2011—2019 років.